# Los Santos (Grand Theft Auto)
 (janvier 2021).
Si vous disposez d'ouvrages ou d'articles de référence ou si vous connaissez des sites web de qualité traitant du thème abordé ici, merci de compléter l'article en donnant les références utiles à sa vérifiabilité et en les liant à la section « Notes et références ».
 (janvier 2021).
- Si vous ne connaissez pas le sujet, laissez ce bandeau (vous pouvez alors contacter les auteurs).
- Si vous supprimez le contenu mis en cause (vous pouvez préalablement contacter les auteurs),

argumentez précisément cette suppression dans la page de discussion
(un manque de référence n'est pas un argument ; une recherche réelle de référence doit avoir été effectuée, être formellement documentée).
Pour les articles homonymes, voir Los Santos.
Los Santos est une ville américaine fictive située dans le sud-ouest des États-Unis dans l'État de San Andreas dans la série de jeux vidéo Grand Theft Auto de Rockstar Games. Elle est inspirée de Los Angeles, grande ville de Californie située sur la côte ouest des États-Unis. Deux versions de Los Santos sont apparues dans la série.
La première version apparait dans Grand Theft Auto: San Andreas (univers 3D) ; il s'agit de l'une des trois grandes villes situées dans l'État fictif de San Andreas, plateau du jeu vidéo. Cette cité est la capitale du comté de Red (Red County) qui occupe toute la partie sud-est de la carte.
La seconde version est la ville principale des événements de Grand Theft Auto V, et Online (univers HD), derniers opus en date.

## Étymologie
« Los Santos » (groupe nominal) de l'espagnol et qui veut dire « Les Saints ». Ce clin d'œil direct à la cité américaine de Los Angeles rappelle sa construction nominale qui signifie « Les Anges ».

## Univers 3D

### Histoire
L'histoire de cette ville, dans Grand Theft Auto: San Andreas, est en rapport direct avec sa géographie : à l'est, le ghetto majoritairement peuplé d'Afro-Américains qui est divisé en territoires appartenant aux trois gangs de la ville qui subissent des tensions depuis des années et qui finissent en guerre lors du retour à Los Santos de Carl « C.J. » Johnson, le héros du jeu. Au centre de la ville, ne règnent que les commerces et les boites de nuit, seule la mafia russe développe son business là-bas. La plage est gouvernée par les Vagos. Le Nord-ouest de la ville est la partie riche comprenant de belles propriétés et ou l'industrie du cinéma et quelques emblèmes du commerces font loi. C'est la ville la plus dangereuse d'Amérique et l'une des plus dangereuses au monde. C'est aussi l'une des villes où le trafic routier est le plus dangereux (plus 500 morts par an).

### Géographie
La ville de Los Santos est située dans le sud-est de l'État de San Andreas. Bordé par la mer et isolé du reste de la carte par quelques bras de rivières, le territoire est à moitié composé 
Los Santos est la plus grosse agglomération, entourée de quatre villages qui constituent ses "Bad-Lands" (inspiré du comté d'Orange en Californie), avec de nombreux espaces de cultures et de forêts :
- Blueberry : village à l'ouest. Une grande usine occupe le village.
- Montgomery : un petit village au nord de Red County, bordé par un bras de rivière au nord, séparant Los Santos et Las Venturas. Basée sur la ville de Visalia.
- Dillimore : village proche du centre ville.
- Palomino Creek : petite ville possédant une plage donnant sur le Fisher Lagoon. Un Triathlon est proposé au départ de ce lac. Basée sur la ville de Bakersfield.